# Ale vikingagård

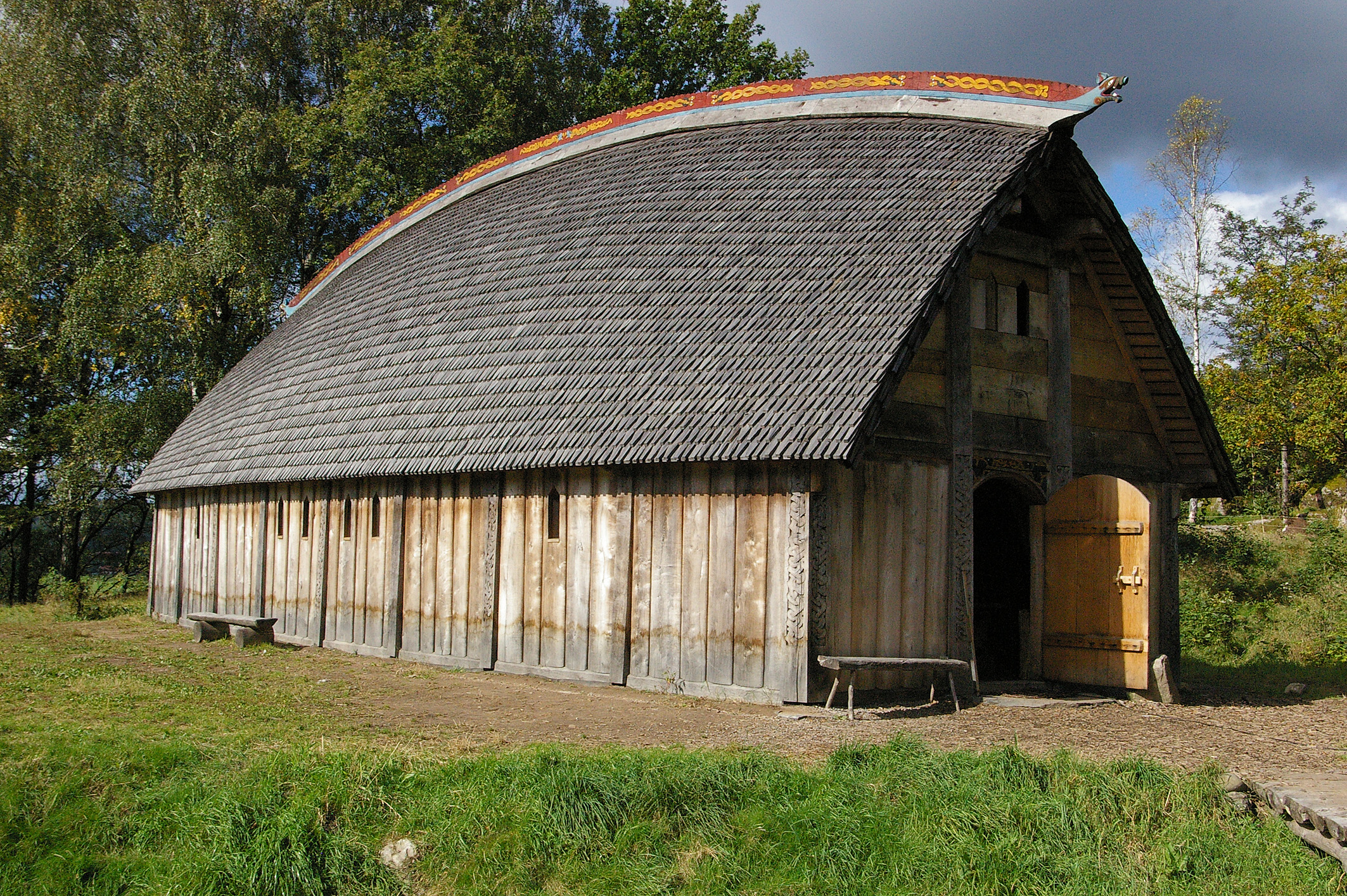
Hallbyggnaden

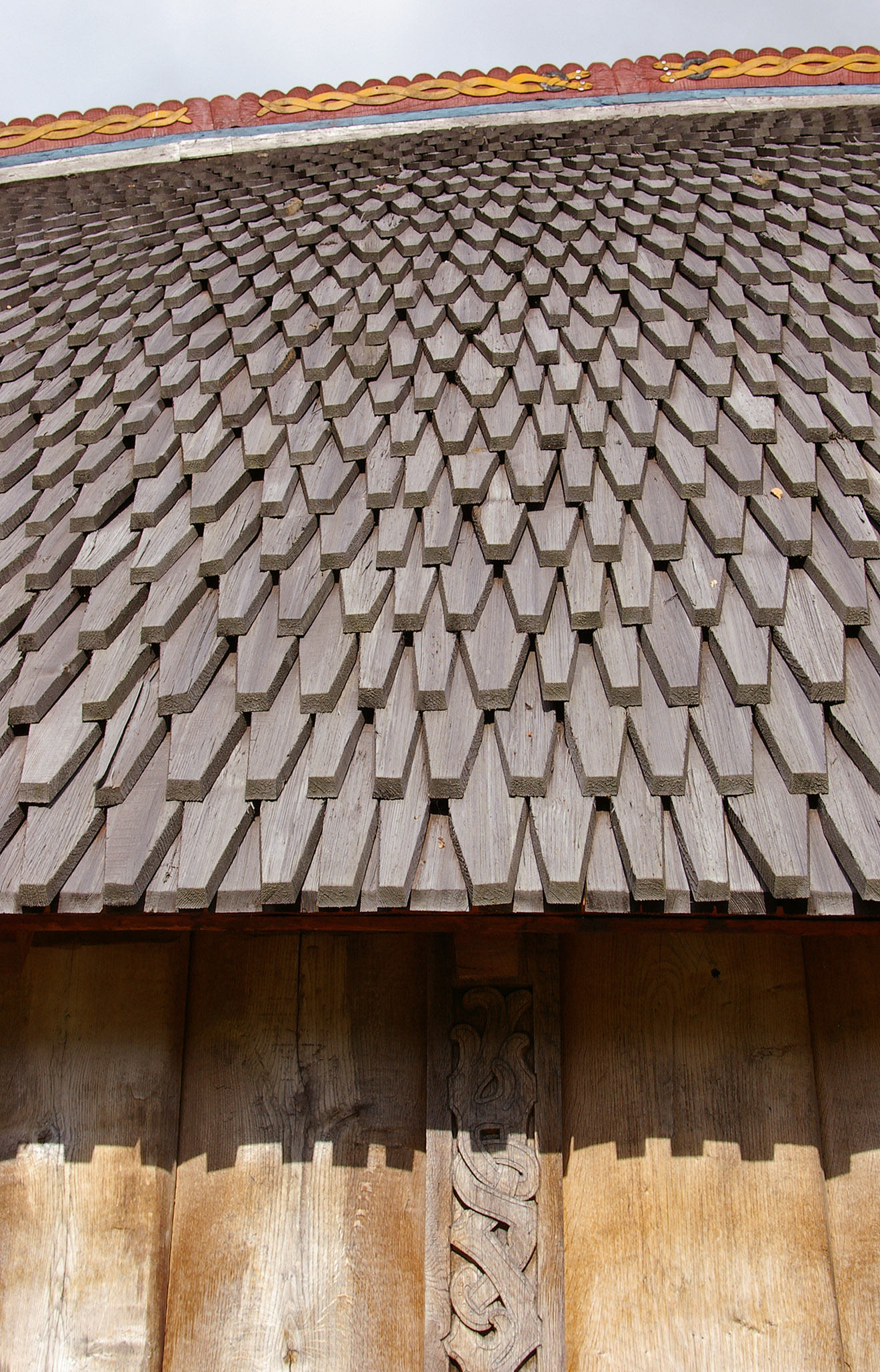
Trätaket i så kallad spånteknik

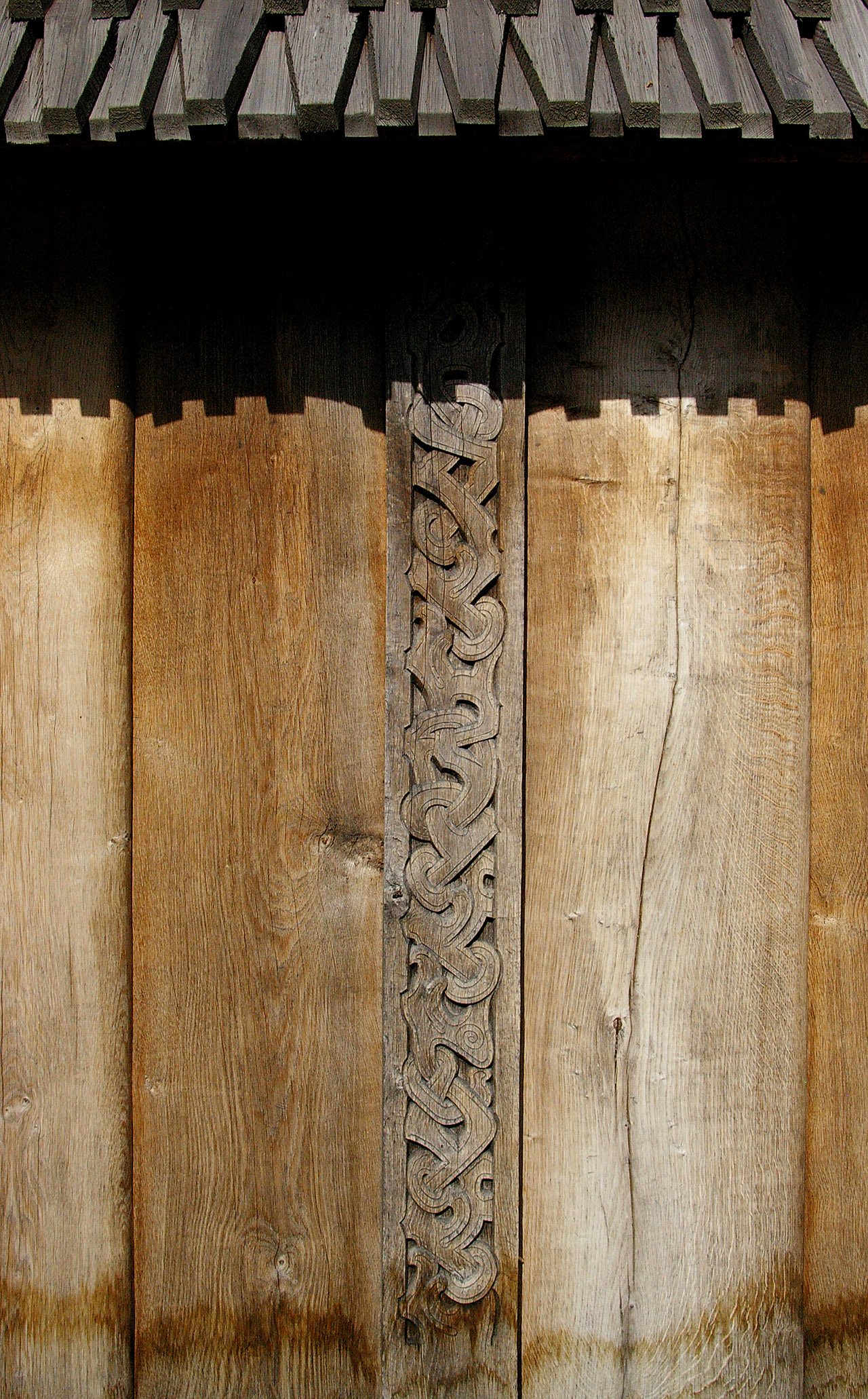
Stolparna har dekorerats i typisk vikingastil

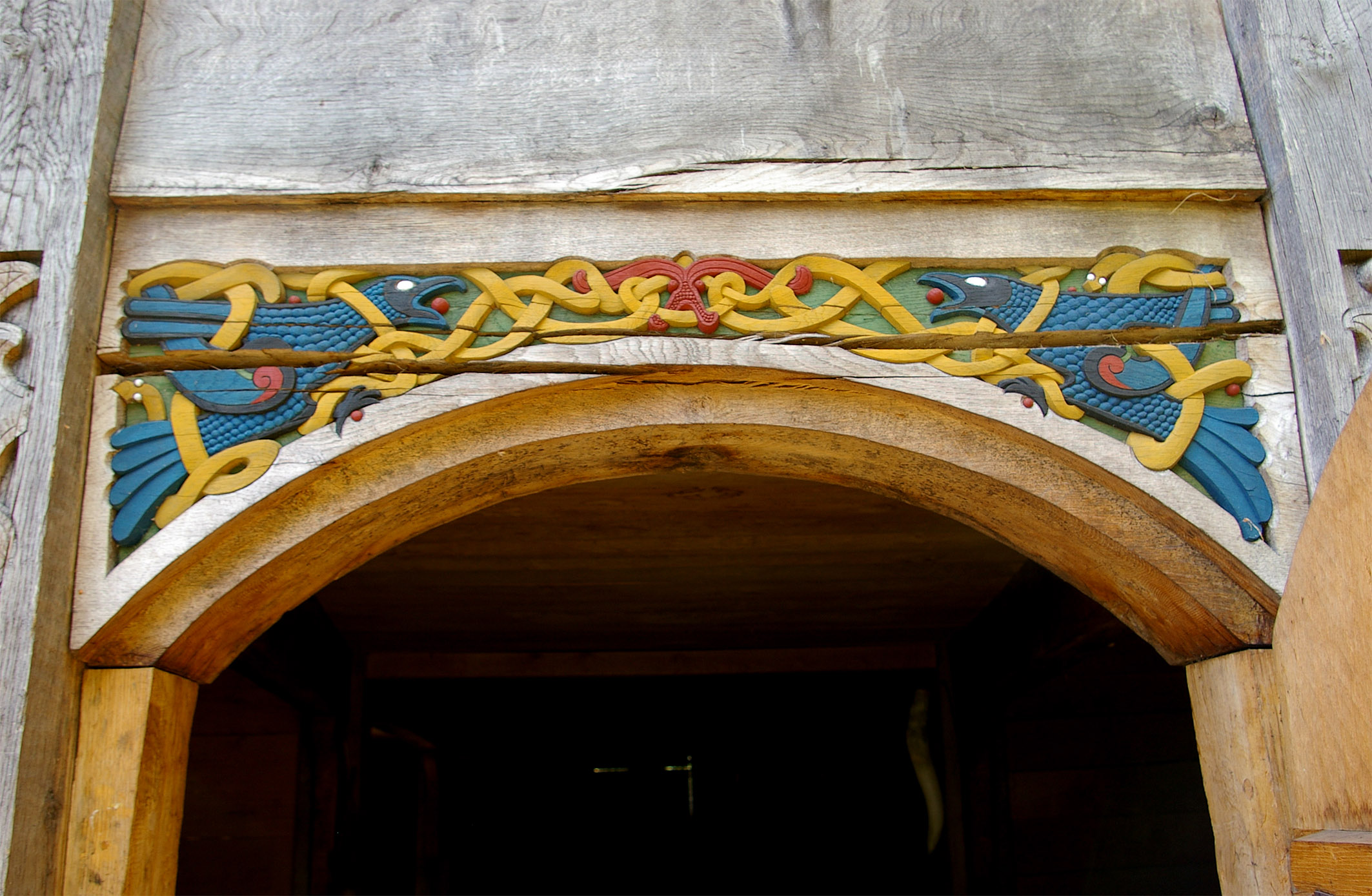
Bemålat dörröverstycke i Mammenstil

Ale vikingagård är en rekonstruerad gårdsbebyggelse från vikingatiden. Den ligger i anslutning till E45 söder om Älvängen i Ale kommun, Västra Götalands län. Huvudobjektet i gården är det stora långhuset.

## Området
Gården ligger direkt invid Göta älv på flodens östra sida några mil norr om Göteborg. Göta älv har sedan urminnes tider varit en viktig förbindelselänk mellan Vänern och Kattegatt. I Ale kommun, i vilken gården ligger, finns en stor mängd fornlämningar från järnåldern och vikingatiden, men även från andra tidsperioder. Många nedgrävda skatter har också påträffats i området vilket kan tyda på att det också funnits en rikare samhällsklass. Många föremål från vikingatiden, bland annat svärd och yxor, hör till fynden.

## Förlagan
Vid rekonstruktionen av vikingagården har man utgått från "Fugledegården" som är en stormansgård vilken påträffats vid arkeologiska utgrävningar vid sjön Tissø på västra Själland, Danmark. Med utgångspunkt från resterna efter denna gård har man i Ale försökt återskapa en rikare bondes boendemiljö under vikingatiden. Liksom andra rekonstruktioner som vilar på enbart arkeologiska fynd finns stora frågetecken om detaljerna i konstruktionen. Genom jämförelse med andra fynd från vikingatiden kan man emellertid skapa en troligtvis trovärdig miljö som ger en bild av en dåtida rikemannagård.

## Uppbyggande och verksamhet
Uppförandet av husen påbörjades 2001. Långhuset är 17 meter långt med en största bredd på ca sju meter. Taket har en karakteristisk rundad form med en högsta höjd ca sju meter över mark. Byggnaden är uppförd på en kraftig träsyll i vilken breda träplankor är placerade i så kallad stavteknik. Taket täckes av kraftiga träspånor. I stort hela byggnaden är tillverkad i ek.
Vid uppförandet har timmermännen använt sig av sprättäljning för att få träytorna plana. Denna teknik finns i äldre byggnader. Långhuset har också försetts med en rik profilering i så kallad Mammenstil.
Uppförandet av gården skedde som ett led i experimentell arkeologi. Genom noggranna analyser och detaljerade beskrivningar över byggarbetet försökte man få så mycket praktisk kunskap som möjligt när det gällde uppförandet av en forntida konstruktion i full skala. Sådana praktiska erfarenheter kan vara viktiga vid tolkningar av framtida arkeologiska bebyggelselämningar.
Ale vikingagård anses i dag som ett av de främsta rekonstruerade exemplen på en stormannagård från vikingatiden. Den drevs i kommunal regi fram till 2015. För 2016 har verksamheten övertagits av den ideella föreningen ”Ale vikingagård–Byalaget”.